# Elimaea himalayana
Elimaea himalayana är en insektsart som beskrevs av Sigfrid Ingrisch 1990. Elimaea himalayana ingår i släktet Elimaea och familjen vårtbitare. Inga underarter finns listade i Catalogue of Life.